# Natri format
Natri format, HCOONa, là muối natri của axit formic, HCOOH. Nó tồn tại dưới dạng bột màu trắng chảy rữa.

## Sử dụng
Natri format được dùng trong nhiều quy trình in ấn và nhuộm vải. Nó còn được dùng làm chất đệm cho các axit mạnh để tạng độ pH, và là một chất phụ gia thực phẩm (E237).

## Điều chế
Natri format có thể được điều chế trong phòng thí nghiệm bằng cách trung hòa axit formic với natri cacbonat. Nó còn có thể được tạo ra khi xử lý clorofom trong dung dịch kiềm.
CHCl3 + 4NaOH → HCOONa + 3NaCl + 2H2O
hay phản ứng giữa natri hydroxide với cloral hiđrat.
C2HCl3(OH)2 + NaOH → CHCl3 + HCOONa + H2O
Nói chung, phương pháp sau được ưa dùng hơn bởi vì dung dịch CHCl3 loãng làm cho việc tách nó ra khỏi dung dịch natri format, bằng phương pháp kết tinh phân đoạn, dễ dàng hơn so với NaCl.
Trong thương mại, người ta điều chế natri format bằng cách hấp thụ CO dưới áp suất cao trong NaOH rắn ở 160 °C.
CO + NaOH → HCOONa
Một cách khác là điều chế natri format thông qua phản ứng halofom giữa etanol và natri hypoclorit trong môi trường base.